# XDS・アスタナ・チーム
XDS・アスタナ・チーム (XDS Astana Team) は国際自転車競技連合 (UCI) の主催するUCIワールドツアーに参加する自転車ロードレースのワールドチームである。

## 歴史

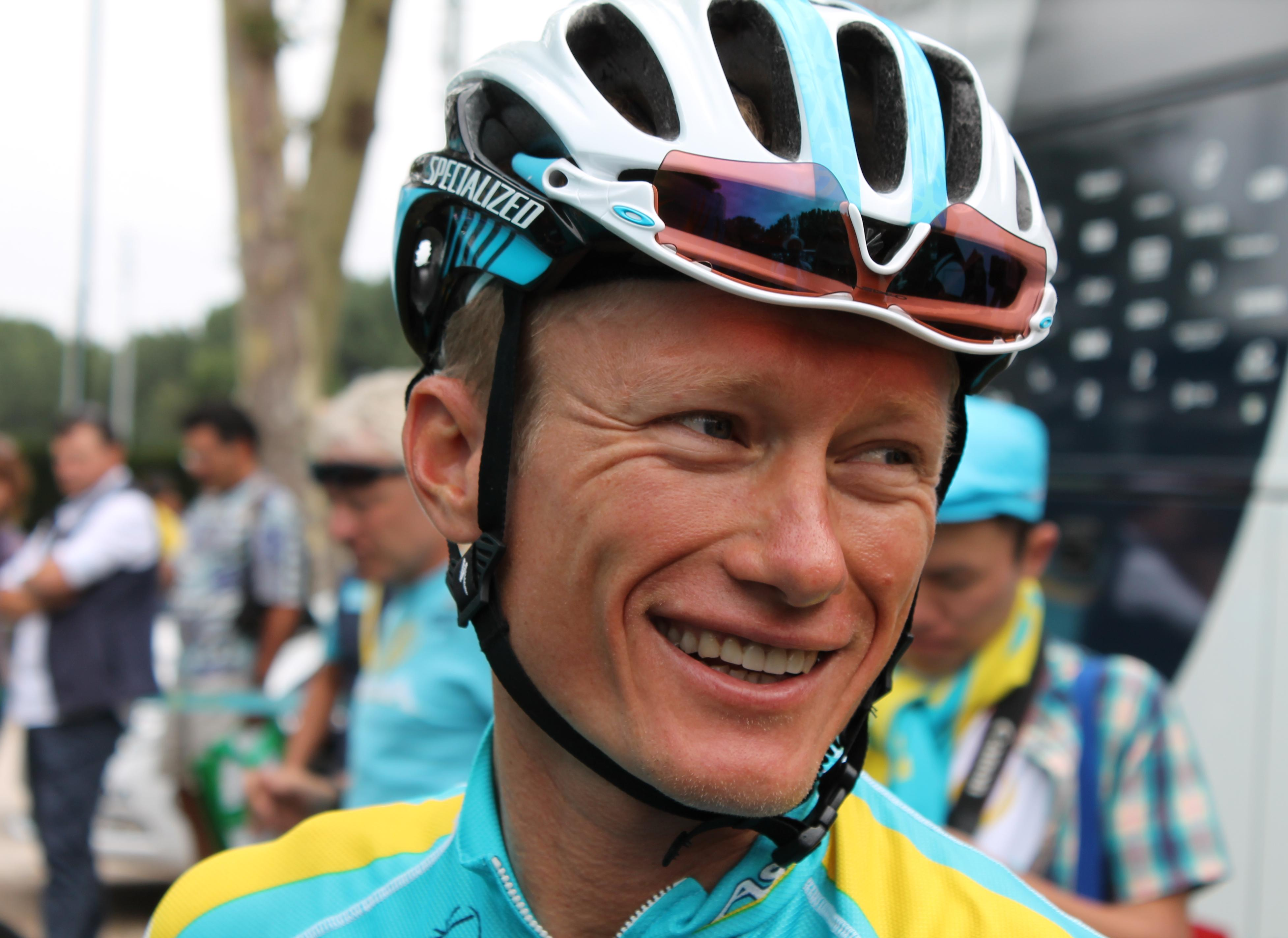
アレクサンドル・ヴィノクロフ

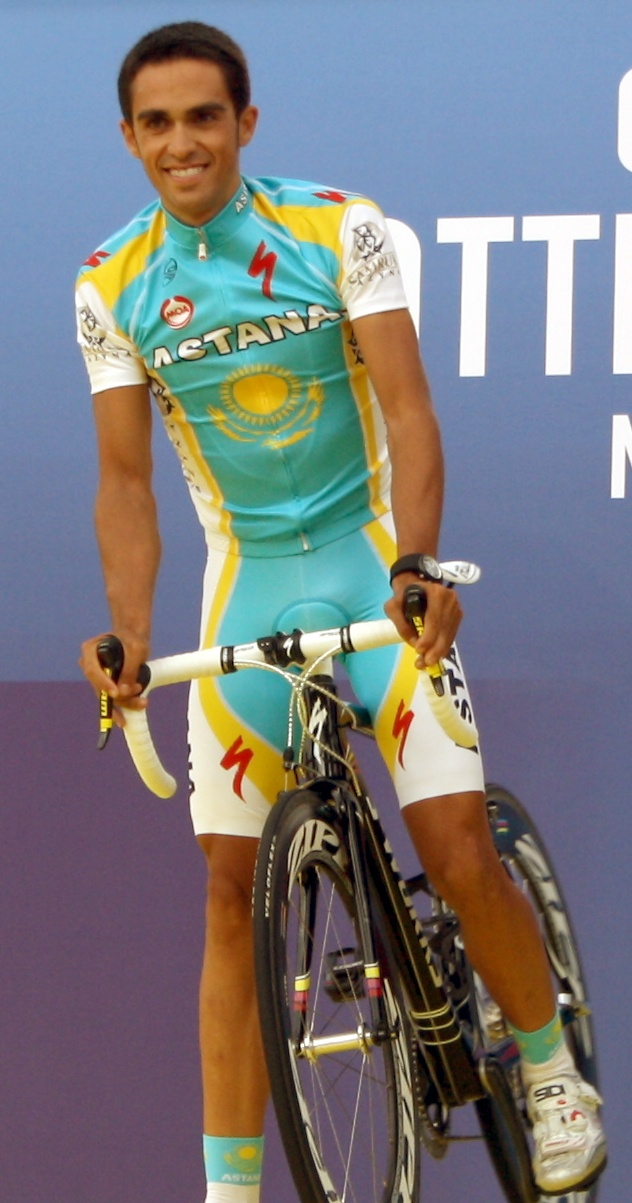
アルベルト・コンタドール

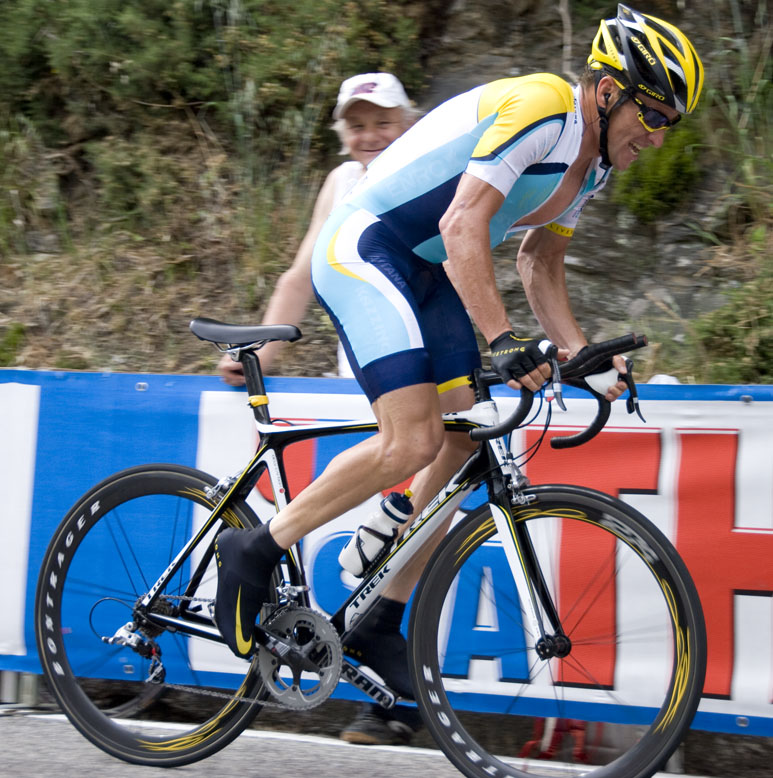
ランス・アームストロング

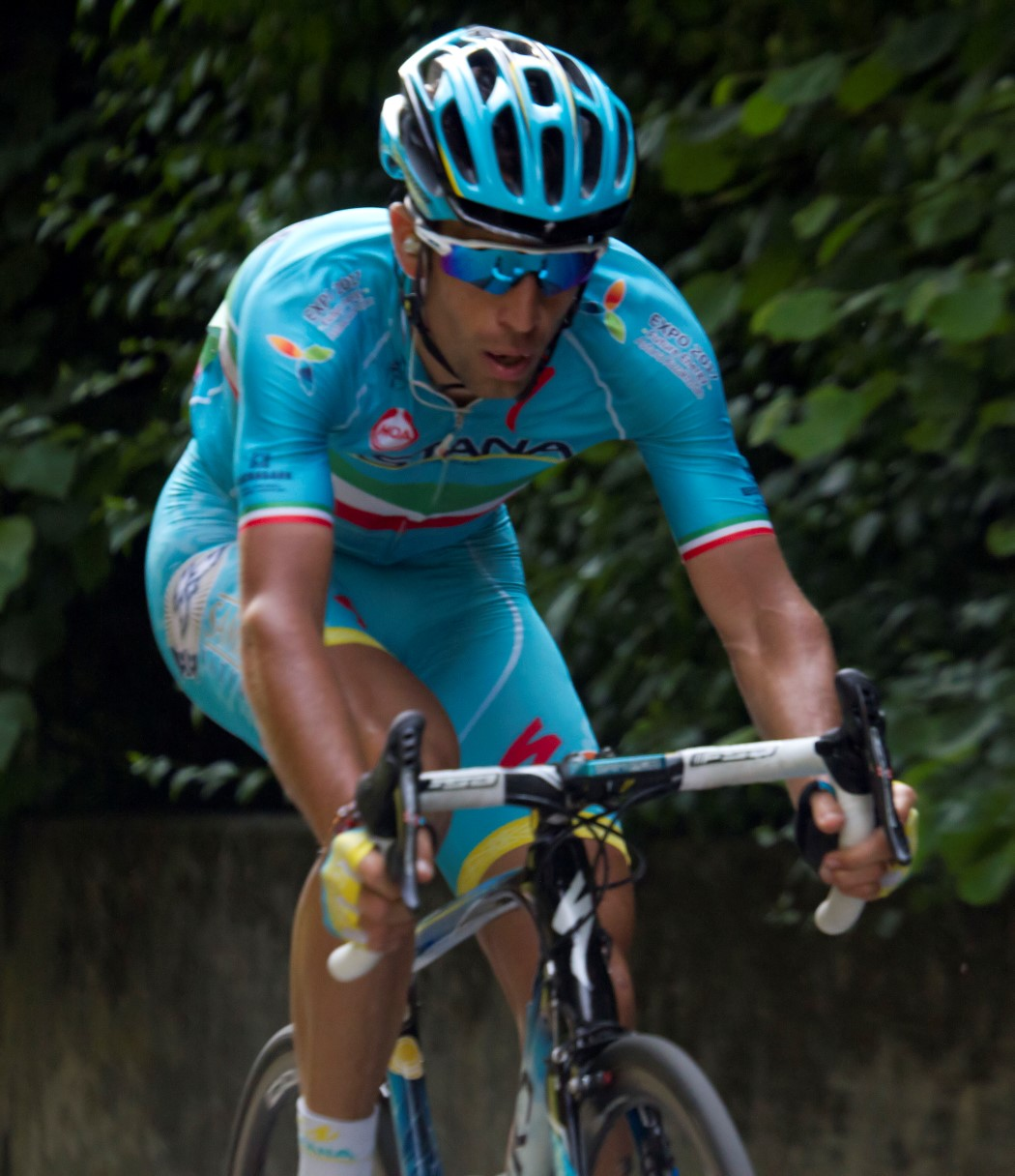
ヴィンチェンツォ・ニバリ

### アスタナ・ウルトからアスタナサイクリングチームへ
2006年5月、ロードレース界を震撼させたドーピング疑惑事件、通称オペラシオン・プエルトの結果、ロードレースチームであるリバティー・セグロス（スペイン）のマノロ・サイス監督と医師が薬物違反容疑で逮捕された。この影響でリバティー・セグロスのメインスポンサーが撤退してチームの存続が危ぶまれた。しかし、チームのエースであったアレクサンドル・ヴィノクロフがカザフスタン人であり、さらに当時のカザフスタン首相ダニヤル・アフメトフがカザフスタン自転車連盟の総裁も務めていたことからカザフスタン政府が新たにメインスポンサーとなった（実際にはカザフスタンの複数企業が出資）。リバティー・セグロスは新たなチーム名にカザフスタンの首都であるアスタナの名を冠した「アスタナ・ウルト」としてこの年のUCIプロツアーに参加し、ヴィノクロフはアスタナ・ウルトで同年のブエルタ・ア・エスパーニャを制した。チームカラーはカザフスタンの国旗に用いられているものと同じ青色である。
アスタナ・ウルトチームに与えられたUCIプロツアーライセンスは2006年限りで剥奪される見通しとなった。自国の英雄であるヴィノクロフをサポートするため、カザフスタン政府はスイスを本拠地とする新チーム「アスタナ」を設立し、2007年よりUCIプロツアーに新規参入を果たした。これが「チーム・アスタナ」の公式の出発点である。この頃、カザフスタンは資源大国として潤沢な国内資金を持っていたため、UCIプロチーム設立資金の調達はさほど難しいことではなかった。
新チームには、ヴィノクロフをはじめとするアスタナ・ウルトの一部の選手が移籍した。

### 再度のドーピング禍
アスタナは2007年のUCIプロツアーでも上位を窺う有力チームの一つに数えられていたが、同年のツール・ド・フランス中にヴィノクロフ本人に血液ドーピング疑惑が発生し、ツール・ド・フランスからチーム全体が撤退。さらに主力選手の一人であるアンドレイ・カシェチキンにもレース外抜き打ちドーピング検査で陽性反応が認められたことなどを受け、以後のUCIプロツアーへの参加を自粛する事態となった。
これにともない選手への夏以降の給与未払いなども生じていたが、チームは2008年シーズンも運営母体を大幅に変更した上での活動継続を決定。チームの拠点をルクセンブルクに移した上で、チームディスカバリーチャンネル（2007年シーズンをもって解散）からアルベルト・コンタドールやリーヴァイ・ライプハイマー、監督のヨハン・ブリュイネールをはじめ多数の有力選手やスタッフを受け入れた。また、チーム内に厳しいドーピングコントロールの機構を設けた。

### ツール・ド・フランスからの排除とジロ・デ・イタリア制覇
コンタドール、ライプハイマーら有力選手を獲得して2008年に臨んだアスタナであったが、ツール・ド・フランス主催者のASOは前年のドーピング事件を理由にツール・ド・フランスを始めとした自らの主催レースからアスタナサイクリングチームの排除を決定（アモリ・スポル・オルガニザシオン#譲れないツール・ド・フランス主導権参照）。ディフェンディングチャンピオンであるコンタドールはツール・ド・フランス欠場を余儀なくされた。また、ジロ・デ・イタリアの主催者RCSスポルトも同様の方針を取ったため、春先のクラシックレースを始めとしたビッグレースのいくつかに出場できないという事態となり、グランツールも出場可能なのはブエルタ・ア・エスパーニャのみと思われていた。しかし、4月に入りバスク一周でコンタドール、ツール・ド・ロマンディでアンドレアス・クレーデンが総合優勝するなど、UCIによって出場の認められていたUCIプロツアー2008のレースで活躍すると、4月末にはジロ・デ・イタリアへの出場が急遽決定。コンタドールは事前の調整不足を囁かれていたが、いざレースが始まると尻上がりに調子を上げ、リカルド・リッコやダニーロ・ディルーカとの死闘を制してジロ・デ・イタリア総合優勝を成し遂げた。

### コンタドールのグランツール全制覇とアームストロングの加入
チームは2008年のブエルタ・ア・エスパーニャに満を持して強力な陣容で挑み、中盤以降はコンタドールとライプハイマーが総合の1位と2位をがっちりと抑える展開となった。そのままレースは20ステージの個人タイムトライアルになだれ込み、コンタドールとライプハイマーがチーム内で総合優勝を巡って真剣勝負を繰り広げるという珍事が発生。しかしコンタドールは総合首位を守り切り、見事にジロ・デ・イタリアとブエルタ・ア・エスパーニャのダブルツールを成し遂げた。またコンタドールは前年のツール・ド・フランス制覇と合わせ、14か月の間に三大ツールを勝つという大記録を打ち立てることとなった。
一方、このブエルタ・ア・エスパーニャ開催中にはランス・アームストロングが現役復帰を表明。チーム・アスタナのゼネラルマネージャーであるブリュイネールは、かつてアームストロングが所属してツール・ド・フランス7連覇を達成したUSポスタルサービス・チーム及びチーム・ディスカバリーチャンネルの監督としてアームストロングの7連覇を支えたことから、アームストロングのチーム・アスタナ加入が噂された。9月25日にチーム・アスタナから正式にアームストロングの加入が発表された。

### チーム存続の危機
2009年、世界的な不況の煽りを受けてカザフスタンのいくつかのスポンサー企業からの支払いが滞り（これらの企業では従業員の給与支払いもできていなかった）、ジロ・デ・イタリア開催中にチームジャージから多数のスポンサー名が消えた（実際はごく薄くプリントされていた）という事態になった。5月31日までに選手の給与の保証金がUCIに支払われなければチームはプロツアーチームのライセンスを取り消される危機にあった。
結果的には、6月初めにまでもつれ込んだ支払期限までに保証金が支払われ、チームはひとまず存続の危機を乗り越えた。6月3日から行われたツール・ド・ルクセンブルクにはスポンサー名の入ったジャージで出場し、6月9日のドーフィネ・リベレ第3ステージで正式にジャージのスポンサー名が復活した。

### ツール・ド・フランス制覇とヴィノクロフの復帰表明
2009年のツール・ド・フランスには、コンタドール、アームストロングに加え、クレーデンやライプハイマーといった強力な布陣を擁して出場。第4ステージのチーム・タイムトライアルを制したほか、コンタドールは総合優勝、アームストロングは総合3位に入る大活躍を見せた。
しかし、ツール・ド・フランス直前にヴィノクロフがアスタナでの現役復帰を記者会見で表明したことを受け、ブリュイネールは今シーズン限りでの辞任を表明。アームストロングはラジオシャックをメインスポンサーとする新チームの発足を発表し、コンタドールはF1ドライバーフェルナンド・アロンソの作る新チームへ移籍するという内容が報道されるなど、まだ安泰とは言えない資金問題とともに、チームの将来は不透明なものとなった。

### プロツアーライセンス消失の危機
アームストロングがチーム・レディオシャックを立ち上げると、監督のブリュイネール他ほとんどのメンバーが追随し移籍を発表するか、移籍が濃厚となった。残るのは以前のエースであるヴィノクロフ、そしてヴィノクロフとの二頭体制を嫌って自身もチームを離れたかったが契約期間の関係で移籍が困難なコンタドール、さらに少々のアシスト陣のみという形になった。
このような状況や、期日までに必要な書類が提出されなかったことを受け、UCIは2009年10月20日にライセンス更新を保留することを発表。コンタドールの契約条件には「プロツアーチームであること」が明記されていたため、もしチームのライセンスが更新されないとなると契約終了となって移籍可能になり、ヴィノクロフ以外にエース格の選手がいないチームとなる状況であった。こうした中、パオロ・ティラロンゴ、ダビ・デ・ラ・フエンテのアスタナへの移籍が報じられた。
その後もライセンス更新は何度も保留が続いていたが、11月26日にようやくUCIから許可が発表され、コンタドールの残留も確定。新たにオスカル・ペレイロの移籍も確定した。

### 2010年
ジロ・デ・イタリアにはヴィノクロフをエースとして出場。落車の頻発した序盤においてヴィノクロフを落車から守り、横風区間でペースを上げてライバルを苦しめるなど、チームとして協調した走りを見せた。ヴィノクロフはレース前半においてマリア・ローザを着用した。
ツール・ド・フランスにはコンタドールをエースとして出場。ヴィノクロフはアシストをこなしつつステージ優勝を挙げ、山岳ステージではアシスト陣が集団をコントロール。当初不安視されたチーム力不足やヴィノクロフとコンタドールの確執による混乱は杞憂に終わり、コンタドールは総合優勝を果たした。
ツール・ド・フランス終了後、コンタドールが来シーズンにビャルヌ・リースが監督として指揮するチームへ移籍することが報じられた。

### 2011年
コンタドールがサクソバンク＝サンガードへ去り、新加入戦力としてはロマン・クロイツィガーとロベルト・キセルロヴスキを獲得。シーズン中はヴィノクロフ、クロイツィガーの他にヴァレンティン・イグリンスキー、パオロ・ティラロンゴらがステージ勝利を挙げたが総合優勝はなかった。

### 2013年
ヴィンチェンツォ・ニバリが移籍加入し、ジロ・デ・イタリア総合優勝を挙げた。

### 2014年
UCIは10月に同年のツール・ド・フランス終了後の8月1日に行われたドーピング検査でマクシム・イグリンスキーのサンプルからEPOが陽性になったことを発表した。また、同年のエネコ・ツアーの期間中の8月11日に行われた同じくアスタナに所属するマクシムの弟であるヴァレンティン・イグリンスキーのサンプルからもEPOが陽性になったことを併せて発表した。
アスタナはひと月で2名のドーピング陽性者を出したことで加盟しているMPCCのルールに (UCIの規則とは異なり強制力がある訳では無いものの) 従い、ツアー・オブ・北京から撤退し、内部調査を行った。また、UCIからは再発防止策の見直しを行うことと、事の次第ではライセンスにかかわる旨を通告された。

### 2017年
ニバリやディエゴ・ローザが他チームへ移籍。
4月22日、ジロ・デ・イタリアでエースを務める予定であったミケーレ・スカルポーニを交通事故で失った。

## 使用機材
アスタナ・ウルト時代の2006年はBH, 2007年はBMCのフレームにカンパニョーロのコンポーネントを組み合わせて使用した。
2008年はトレック社の最高級レース用フレーム「マドン」にボントレガーのホイールとSRAM社のコンポーネント「レッド」を使用した。
2010年シーズンはエースであるコンタドールが個人的にスペシャライズドと契約を結んだため、それに従いスペシャライズドのTarmacSL3となり、ホイールはZIPP, コンポーネントは引き続きSRAM社の「レッド」を使用し、SRMパワーメーターに接続されたスペシャライズドFACTカーボンクランクセットが装備された。ハンドルバーとシートポストはFSA, サドルはセライタリアを使用。
2012年シーズンからホイールがZIPPからフランスの「コリマ」に変更された。2013年より、コンポーネントがSRAM社から再びカンパニョーロに変更。最高級グレードのスーパーレコードEPSが用いられたが、あえて機械式を選択する選手もいた。
2017年より、スポンサーバイクがアルゴン18、コンポーネントがシマノに変更。この他スペシャライズドから供給されていたサドル、シューズ、クランクセットも変更されている。ホイールは当初ヴィジョンに変更されていたが、前年同様コリマに戻っている。
2020年より、スポンサーバイクはウィリエール・トリエスティーナに変更。
2025年シーズンから中華人民共和国のメーカー喜德盛のブランドであるX-LABのバイクを使用する。

## 主な戦績

### 2007年
- ティレーノ～アドリアティコ：総合優勝（アンドレアス・クレーデン）
- ツール・ド・ロマンディ：区間優勝（パオロ・サヴォルデッリ、プロローグ）
- ジロ・デ・イタリア：区間優勝（パオロ・サヴォルデッリ、第20ステージ・ITT）

### 2008年
- ツール・ド・ロマンディ：総合優勝（アンドレアス・クレーデン）、区間優勝（マクシム・イグリンスキー、第2ステージ／アンドレアス・クレーデン、第4ステージ）
- ジロ・デ・イタリア： 総合優勝（アルベルト・コンタドール）
- ブエルタ・ア・エスパーニャ： 総合優勝（アルベルト・コンタドール）、区間優勝（アルベルト・コンタドール、第12・第13ステージ／リーヴァイ・ライプハイマー、第4・第19ステージ）

### 2009年
- パリ～ニース：区間優勝（アルベルト・コンタドール、プロローグ・第5ステージ）
- ティレーノ～アドリアティコ：区間優勝（アンドレアス・クレーデン、第5ステージ）
- スペイン選手権ITT：優勝（アルベルト・コンタドール）
- ツール・ド・フランス： 総合優勝（アルベルト・コンタドール）、区間優勝（アルベルト・コンタドール、第15・第18ステージ）

### 2010年
- パリ～ニース：総合優勝（アルベルト・コンタドール）、区間優勝（アルベルト・コンタドール、第4ステージ）
- ティレーノ～アドリアティコ：区間優勝（エンリコ・ガスパロット、第5ステージ）
- リエージュ〜バストーニュ〜リエージュ：優勝（アレクサンドル・ヴィノクロフ）
- クリテリウム・デュ・ドフィネ：区間優勝（アルベルト・コンタドール）、区間優勝（アルベルト・コンタドール、プロローグ・第7ステージ／ダニエル・ナバーロ、第6ステージ）
- ツール・ド・フランス：総合優勝（アルベルト・コンタドール[12]）、区間優勝（アレクサンドル・ヴィノクロフ、第13ステージ）

### 2011年
- パリ～ニース：区間優勝（レミ・ディ・グレゴリオ、第7ステージ）
- バスク一周：区間優勝（アレクサンドル・ヴィノクロフ、第3ステージ）
- ツール・ド・ロマンディ：区間優勝（アレクサンドル・ヴィノクロフ、第4ステージ）
- カザフスタン選手権：優勝（アンドレイ・ミズロフ、ロードレース）

### 2012年
- カタルーニャ一周：区間優勝（ヤネス・ブライコヴィッチ）
- アムステル・ゴールドレース：優勝（エンリコ・ガスパロット）
- リエージュ〜バストーニュ〜リエージュ：優勝（マクシム・イグリンスキー）
- ジロ・デ・イタリア：区間優勝（パオロ・ティラロンゴ、第6ステージ／ロマン・クロイツィガー、第18ステージ）
- ツール・ド・スイス：区間優勝（フレドリック・ケシアコフ、第6ステージ／タネル・カンゲルト、第8ステージ）
- エストニア選手権：優勝（タネル・カンゲルト、ロードレース）
- カザフスタン選手権：優勝（アサン・バザイェフ、ロードレース／ドミトリー・グルズデフ、ITT）
- ウクライナ選手権：優勝（アンドリー・グリフコ、ロードレース・ITT）
- ロンドンオリンピック： 優勝：アレクサンドル・ヴィノクロフ、個人ロードレース）
- ブエルタ・ア・エスパーニャ：区間優勝（フレドリック・ケシアコフ、第11ステージ・ITT）

### 2013年
- ティレーノ～アドリアティコ：総合優勝（ヴィンチェンツォ・ニバリ）
- ジロ・デ・イタリア： 総合優勝：ヴィンチェンツォ・ニバリ、区間優勝（ヴィンチェンツォ・ニバリ、第18・第20ステージ）
- エストニア選手権：優勝（タネル・カンゲルト、ITT）
- カザフスタン選手権：優勝（アレクサンドル・ディアチェンコ、ロードレース）
- ブエルタ・ア・エスパーニャ：区間優勝（マクシム・イグリンスキー、第1ステージ・TTT）

### 2014年
- カタルーニャ一周：区間優勝（アンドレア・グアルディーニ、第7ステージ）
- ジロ・デ・イタリア：区間優勝（ファビオ・アル、第15ステージ）
- アジア選手権：優勝（ルスラン・トレウバエフ、ロードレース／ドミトリー・グルズデフ、ITT）
- クリテリウム・デュ・ドフィネ：区間優勝（リーウ・ウェストラ、第7ステージ）
- カザフスタン選手権：優勝（ダニール・フォミニフ、ITT）
- イタリア選手権：優勝（ヴィンチェンツォ・ニバリ、ロードレース）
- ツール・ド・フランス： 総合優勝（ヴィンチェンツォ・ニバリ）、区間優勝（ヴィンチェンツォ・ニバリ、第2・第10・第13・第18ステージ）
- エネコ・ツアー：区間優勝（アンドレア・グアルディーニ、第1ステージ）
- ブエルタ・ア・エスパーニャ：区間優勝（ファビオ・アル、第11・第18ステージ）

### 2015年
- バスク一周：区間優勝（ミケル・ランダ、第5ステージ）
- ジロ・デ・イタリア：総合2位（ファビオ・アル）、区間優勝（パオロ・ティラロンゴ、第9ステージ／ミケル・ランダ、第15・16ステージ／ファビオ・アル、第19・第20ステージ）
- ツール・ド・スイス：区間優勝（アレクセイ・ルツェンコ）
- カザフスタン選手権：優勝（パオロ・ティラロンゴ、ITT）
- イタリア選手権：優勝（ヴィンチェンツォ・ニバリ、ロードレース）
- ツール・ド・フランス：区間優勝（ヴィンチェンツォ・ニバリ、第19ステージ）
- ブエルタ・ア・エスパーニャ： 総合優勝（ファビオ・アル）、区間優勝（ミケル・ランダ、第11ステージ）
- イル・ロンバルディア：優勝（ヴィンチェンツォ・ニバリ）

### 2016年
- パリ～ニース：区間優勝（アレクセイ・ルツェンコ、第8ステージ）
- ジロ・デ・イタリア： '総合優勝（ヴィンチェンツォ・ニバリ）、区間優勝（タネル・カンゲルト、第1 (TTT)・第3・第4ステージ／ヴィンチェンツォ・ニバリ、第19ステージ）
- クリテリウム・デュ・ドフィネ：区間優勝（ファビオ・アル、第3ステージ）
- ツール・ド・スイス：総合優勝（ミゲル・アンヘル・ロペス）
- ラトビア選手権：優勝（ガティス・スムクリス、ITT・ロードレース）
- カザフスタン選手権：優勝（アルマン・カミシェフ、ロードレース／ドミトリー・グルズデフ、ITT）

### 2017年
- クリテリウム・デュ・ドフィネ： 総合優勝（ヤコブ・フルサン）、区間優勝（ヤコブ・フルサン、第6・第8ステージ）
- カザフスタン選手権：優勝（アルチョム・ザハロフ、ロードレース／ジャンドス・ビジギトフ、ITT）
- イタリア選手権：優勝（ファビオ・アル、ロードレース）
- ツール・ド・フランス：区間優勝（ファビオ・アル、第5ステージ）
- ブエルタ・ア・エスパーニャ：区間優勝（アレクセイ・ルツェンコ、第5ステージ／ミゲル・アンヘル・ロペス、第11・第15ステージ）

### 2018年
- オムロープ・ヘット・ニウスブラット：優勝（ミカエル・ヴァルグレン）
- アブダビ・ツアー： 新人賞（ミゲル・アンヘル・ロペス）
- イツリア・バスク・カントリー：区間優勝（オマール・フライレ、第5ステージ）
- アムステル・ゴールドレース：優勝（ミカエル・ヴァルグレン）
- ツール・ド・ロマンディ：区間優勝（オマール・フライレ、第1ステージ／ヤコブ・フルサン、第4ステージ）
- ジロ・デ・イタリア：総合3位・ 新人賞（ミゲル・アンヘル・ロペス）
- クリテリウム・デュ・ドフィネ： 山岳賞（ダリオ・カタルド）、区間優勝（ペッロ・ビルバオ、第6ステージ）
- ウクライナ選手権：優勝（アンドリー・グリフコ、ITT）
- カザフスタン選手権：優勝（アレクセイ・ルツェンコ、ロードレース／ダニイル・フォミニフ、ITT）
- エストニア選手権：優勝（タネル・カンゲルト、ITT）
- ツール・ド・フランス：区間優勝（オマール・フライレ、第14ステージ／マグナス・コルト・ニールセン、第15ステージ）
- ビンクバンク・ツアー：区間優勝（マグナス・コルト・ニールセン、第5ステージ）
- ブエルタ・ア・エスパーニャ：総合3位（ミゲル・アンヘル・ロペス）

### 2019年
- パリ〜ニース　区間優勝　マグナス・コルト・ニールセン（第4ステージ）、ヨン・イサギレ（第8ステージ）
- ティレーノ〜アドリアティコ
  -  山岳賞　アレクセイ・ルツェンコ（第4ステージ優勝）
  - 区間優勝　ヤコブ・フルサン（第5ステージ）
- ボルタ・ア・カタルーニャ　 総合優勝、 新人賞　ミゲル・アンヘル・ロペス（第4ステージ優勝）
- イツリア・バスク・カントリー　 総合優勝　ヨン・イサギレ
- リエージュ〜バストーニュ〜リエージュ 優勝　ヤコブ・フルサン
- ジロ・デ・イタリア
  -  ヤングライダー賞　ミゲル・アンヘル・ロペス
  - 区間優勝　ペッロ・ビルバオ（第7、20ステージ優勝）、ダリオ・カタルド（第15ステージ優勝）
- ツール・ド・スイス　区間優勝　ルイスレオン・サンチェス（第2ステージ）
- クリテリウム・デュ・ドフィネ　 総合優勝　ヤコブ・フルサン
- ブエルタ・ア・エスパーニャ　区間優勝　チームタイムトライアル（第1ステージ）、ヤコブ・フルサン（第16ステージ）

### 2020年
- イル・ロンバルディア 優勝　ヤコブ・フルサン
- ツール・ド・フランス 区間優勝　アレクセイ・ルツェンコ（第6ステージ）、ミゲル・アンヘル・ロペス（第17ステージ）
- ブエルタ・ア・エスパーニャ　区間優勝　ヨン・イサギレ（第6ステージ）

### 2021年
- イツリア・バスク・カントリー 区間優勝 アレックス・アランブル（英語版）（第2ステージ）、ヨン・イサギレ（第4ステージ）
- クリテリウム・デュ・ドフィネ 区間優勝 アレクセイ・ルツェンコ（第4ステージ・個人タイムトライアル）
- ロシア選手権 アレクサンドル・ウラソフ 優勝（個人タイムトライアル）
- イタリア選手権 マッテオ・ソブレロ（英語版） 優勝（個人タイムトライアル）
- スペイン選手権 ヨン・イサギレ 優勝（個人タイムトライアル）、オマール・フライレ 優勝（ロードレース）
- カザフスタン選手権 エフゲニー・フョードロフ （英語） 優勝（ロードレース）
- エリトリア選手権 メルハウィ・クドゥス・ゲブレメドヒン（英語版） 優勝（ロードレース）
- カナダ選手権 ユーゴ・ウル（英語版） 優勝（個人タイムトライアル）

## チーム変遷
- 1989年 - 1998年：オンセ
- 1999年 - 2000年：オンセ・ドイチェバンク
- 2001年 - 2003年：オンセ・エロスキ
- 2004年：リバティー・セグロス
- 2005年 - 2006年：リバティー・セグロス・ウルト
- 2006年：ウルト・チーム
- 2006年：アスタナ・ウルト・チーム
- 2007年 - 2008年：アスタナ・プロチーム

※2006年以前と2007年以降は別組織（アスタナ・ウルトは2006年シーズン終了後に名義上解散）。

## 2022年陣容
2022年6月20日更新
- ゼネラル・マネジャー - アレクサンドル・ヴィノクロフ

| 選手名                            | 国籍             | 生年月日               | 前年所属チーム               |
| --------------------------------- | ---------------- | ---------------------- | ---------------------------- |
| レオナルド・バッソ                | イタリア         | 1993年12月25日（31歳） | イネオス・グレナディアス     |
| サムエーレ・バティステッラ        | イタリア         | 1998年11月14日（26歳） |                              |
| マヌエーレ・ボアロ                | イタリア         | 1987年3月12日（38歳）  |                              |
| グレブ・ブルシェンスキー          | カザフスタン     | 2000年4月18日（24歳）  |                              |
| ヴァレリオ・コンティ              | イタリア         | 1993年3月30日（31歳）  | UAE チーム・エミレーツ       |
| ステファン・ドゥボッド            | 南アフリカ共和国 | 1996年11月17日（28歳） |                              |
| ダビ・デラクルス                  | スペイン         | 1989年5月6日（35歳）   | UAE チーム・エミレーツ       |
| ジョー・ドンブロウスキー          | アメリカ合衆国   | 1991年5月12日（33歳）  | UAE チーム・エミレーツ       |
| エフゲニー・フョードロフ （英語） | カザフスタン     | 2000年2月16日（25歳）  |                              |
| ファビオ・フェリーネ              | イタリア         | 1990年3月29日（34歳）  |                              |
| ミケーレ・ガッゾーリ              | イタリア         | 1999年3月4日（26歳）   | Team Colpack Ballan          |
| エフゲニー・ギディチ              | カザフスタン     | 1996年5月19日（28歳）  |                              |
| ドミトリー・グルズデフ            | カザフスタン     | 1986年3月13日（38歳）  |                              |
| セバスティアン・エナオ            | コロンビア       | 1993年8月5日（31歳）   | イネオス・グレナディアス     |
| ミゲル・アンヘル・ロペス          | コロンビア       | 1994年2月4日（31歳）   | モビスター・チーム           |
| アレクセイ・ルツェンコ            | カザフスタン     | 1992年9月7日（32歳）   |                              |
| ダヴィデ・マルティネッリ          | イタリア         | 1993年5月31日（31歳）  |                              |
| ジャンニ・モスコン                | イタリア         | 1994年4月20日（30歳）  | イネオス・グレナディアス     |
| ユーリ・ナタロフ                  | カザフスタン     | 1996年12月28日（28歳） |                              |
| アントニオ・ニバリ                | イタリア         | 1992年9月23日（32歳）  | トレック・セガフレード       |
| ヴィンチェンツォ・ニバリ          | イタリア         | 1984年11月14日（40歳） | トレック・セガフレード       |
| ニュルベルゲン・ニュルイハシム    | カザフスタン     | 2000年3月25日（24歳）  | Vino–Astana Motors           |
| ヴァディム・プロンスキー          | カザフスタン     | 1998年6月4日（26歳）   |                              |
| アレクサンドル・リアブシェンコ    | ベラルーシ       | 1995年10月12日（29歳） | UAE チーム・エミレーツ       |
| ハビエル・ロモ                    | スペイン         | 1999年1月6日（26歳）   |                              |
| アロルドアルフォンソ・テハダ      | コロンビア       | 1997年4月27日（27歳）  |                              |
| シモーネ・ヴェラスコ              | イタリア         | 1995年12月2日（29歳）  | Gazprom–RusVelo              |
| アルチョム・ザハロフ              | カザフスタン     | 1991年10月27日（33歳） |                              |
| アンドレイ・ツェイツ              | カザフスタン     | 1986年12月14日（38歳） | チーム・バイクエクスチェンジ |

## 歴代陣容
| 2021年陣容                           | 2021年陣容       | 2021年陣容             | 2021年陣容                           |
| ------------------------------------ | ---------------- | ---------------------- | ------------------------------------ |
| アレックス・アランブル               | スペイン         | 1995年9月19日（29歳）  |                                      |
| サムエーレ・バティステッラ           | イタリア         | 1998年11月14日（26歳） | NTTプロ・サイクリング                |
| マヌエーレ・ボアロ                   | イタリア         | 1987年3月12日（38歳）  |                                      |
| グレブ・ブルシェンスキー             | カザフスタン     | 2000年4月18日（24歳）  | Vino–Astana Motors                   |
| ロドリゴ・コントレラス               | コロンビア       | 1994年6月2日（30歳）   |                                      |
| ステファン・ドゥボッド               | 南アフリカ共和国 | 1996年11月17日（28歳） | NTTプロ・サイクリング                |
| エフゲニー・フョードロフ （英語）    | カザフスタン     | 2000年2月16日（25歳）  | Vino–Astana Motors                   |
| ファビオ・フェリーネ                 | イタリア         | 1990年3月29日（34歳）  |                                      |
| オマール・フライレ                   | スペイン         | 1990年7月17日（34歳）  |                                      |
| ヤコブ・フルサン                     | デンマーク       | 1985年3月22日（39歳）  |                                      |
| エフゲニー・ギディチ                 | カザフスタン     | 1996年5月19日（28歳）  |                                      |
| ヨーナス・グレゴーヴィルスリ         | デンマーク       | 1996年7月30日（28歳）  |                                      |
| ドミトリー・グルズデフ               | カザフスタン     | 1986年3月13日（38歳）  |                                      |
| ユーゴ・ウル                         | カナダ           | 1990年9月27日（34歳）  |                                      |
| ゴルカ・イサギレ                     | スペイン         | 1987年10月7日（37歳）  |                                      |
| ヨン・イサギレ                       | スペイン         | 1989年2月4日（36歳）   |                                      |
| メルハウィ・クドゥス・ゲブレメドヒン | エリトリア       | 1994年1月23日（31歳）  |                                      |
| アレクセイ・ルツェンコ               | カザフスタン     | 1992年9月7日（32歳）   |                                      |
| ダヴィデ・マルティネッリ             | イタリア         | 1993年5月31日（31歳）  |                                      |
| ユーリ・ナタロフ                     | カザフスタン     | 1996年12月28日（28歳） |                                      |
| ベンジャミン・ペリー                 | カナダ           | 1994年3月7日（31歳）   | イスラエル・スタートアップネイション |
| アンドレーア・ピッコロ               | イタリア         | 2001年3月23日（23歳）  | Team Colpack–Ballan                  |
| ヴァディム・プロンスキー             | カザフスタン     | 1998年6月4日（26歳）   |                                      |
| オスカル・ロドリゲス （英語）        | スペイン         | 1995年5月6日（29歳）   |                                      |
| ハビエル・ロモ                       | スペイン         | 1999年1月6日（26歳）   | Baque Ideus BH                       |
| ルイスレオン・サンチェス             | スペイン         | 1983年11月24日（41歳） |                                      |
| マッテオ・ソブレロ                   | イタリア         | 1997年5月14日（27歳）  | NTTプロ・サイクリング                |
| ニキータ・スタルノフ                 | カザフスタン     | 1991年9月14日（33歳）  |                                      |
| アロルドアルフォンソ・テハダ         | コロンビア       | 1997年4月27日（27歳）  |                                      |
| アレクサンドル・ウラソフ             | ロシア           | 1996年4月23日（28歳）  |                                      |
| アルチョム・ザハロフ                 | カザフスタン     | 1991年10月27日（33歳） |                                      |

| 2020年陣容                           | 2020年陣容   | 2020年陣容             | 2020年陣容                             |
| 選手名                               | 国籍         | 生年月日               | 前年所属チーム                         |
| ------------------------------------ | ------------ | ---------------------- | -------------------------------------- |
| アレックス・アランブル               | スペイン     | 1995年9月19日（29歳）  | カハ・ルラル＝セグロス RGA             |
| ジャンドス・ビジギトフ               | カザフスタン | 1991年6月10日（33歳）  |                                        |
| マヌエーレ・ボアロ                   | イタリア     | 1987年3月12日（38歳）  |                                        |
| エルナンド・ボオルケス               | コロンビア   | 1992年6月22日（32歳）  |                                        |
| ロドリゴ・コントレラス               | コロンビア   | 1994年6月2日（30歳）   |                                        |
| ローレンス・デヴレーゼ               | ベルギー     | 1988年9月29日（36歳）  |                                        |
| ファビオ・フェリーネ                 | イタリア     | 1990年3月29日（34歳）  | トレック・セガフレード                 |
| ダニイル・フォミニフ                 | カザフスタン | 1991年8月28日（33歳）  |                                        |
| オマール・フライレ                   | スペイン     | 1990年7月17日（34歳）  |                                        |
| ヤコブ・フルサン                     | デンマーク   | 1985年3月22日（39歳）  |                                        |
| エフゲニー・ギディッチ               | カザフスタン | 1996年5月19日（28歳）  |                                        |
| ヨーナス・グレゴーヴィルスリ         | デンマーク   | 1996年7月30日（28歳）  |                                        |
| ドミトリー・グルズデフ               | カザフスタン | 1986年3月13日（38歳）  |                                        |
| ユーゴ・ウル                         | カナダ       | 1990年9月27日（34歳）  |                                        |
| ゴルカ・イサギレ                     | スペイン     | 1987年10月7日（37歳）  |                                        |
| ヨン・イサギレ                       | スペイン     | 1989年2月4日（36歳）   |                                        |
| メルハウィ・クドゥス・ゲブレメドヒン | エリトリア   | 1994年1月23日（31歳）  |                                        |
| ダヴィデ・マルティネッリ             | イタリア     | 1993年5月31日（31歳）  | ドゥクーニンク・クイックステップ       |
| ミゲル・アンヘル・ロペス             | コロンビア   | 1994年2月4日（31歳）   |                                        |
| アレクセイ・ルツェンコ               | カザフスタン | 1992年9月7日（32歳）   |                                        |
| ユーリ・ナタロフ                     | カザフスタン | 1996年12月28日（28歳） |                                        |
| ヴァディム・プロンスキー             | カザフスタン | 1998年6月4日（26歳）   | ヴィノ・アスタナモータース             |
| オスカル・ロドリゲス （英語）        | スペイン     | 1995年5月6日（29歳）   | エウスカディバスクカントリー・ムリアス |
| ルイスレオン・サンチェス             | スペイン     | 1983年11月24日（41歳） |                                        |
| ニキータ・スタルノフ                 | カザフスタン | 1991年9月14日（33歳）  |                                        |
| アロルドアルフォンソ・テハダ         | コロンビア   | 1997年4月27日（27歳）  | メデジン (自転車チーム)                |
| アレクサンドル・ウラソフ             | ロシア       | 1996年4月23日（28歳）  | ガスプロム・ルスヴェロ                 |
| アルチョム・ザハロフ                 | カザフスタン | 1991年10月27日（33歳） |                                        |

| 2019年陣容                           | 2019年陣容   | 2019年陣容             | 2019年陣容                                  |
| 選手名                               | 国籍         | 生年月日               | 前年所属チーム                              |
| ------------------------------------ | ------------ | ---------------------- | ------------------------------------------- |
| ダヴィデ・バッレリーニ               | イタリア     | 1994年9月21日（30歳）  | アンドローニ・ジョカットーリ・シデルメク    |
| ペッロ・ビルバオ                     | スペイン     | 1990年2月25日（35歳）  |                                             |
| ジャンドス・ビジギトフ               | カザフスタン | 1991年6月10日（33歳）  |                                             |
| マヌエーレ・ボアロ                   | イタリア     | 1987年9月24日（37歳）  | バーレーン・メリダ プロ・サイクリングチーム |
| エルナンド・ボオルケス               | コロンビア   | 1992年6月22日（32歳）  | マンザナ・ポストボン                        |
| ダリオ・カタルド                     | イタリア     | 1985年3月17日（39歳）  |                                             |
| ロドリゴ・コントレラス               | コロンビア   | 1994年6月2日（30歳）   |                                             |
| マグナス・コルト・ニールセン         | デンマーク   | 1993年1月16日（32歳）  |                                             |
| ローレンス・デヴリース               | ベルギー     | 1988年9月29日（36歳）  |                                             |
| ダニイル・フォミニフ                 | カザフスタン | 1991年8月28日（33歳）  |                                             |
| オマール・フライレ                   | スペイン     | 1990年7月17日（34歳）  |                                             |
| ヤコブ・フグルサング                 | デンマーク   | 1985年3月22日（39歳）  |                                             |
| エフゲニー・ギディッチ               | カザフスタン | 1996年5月19日（28歳）  |                                             |
| ヨーナス・グレゴーヴィルスリ         | デンマーク   | 1996年7月30日（28歳）  | Riwal CeramicSpeed                          |
| ディミトリ・グルージェフ             | カザフスタン | 1986年3月13日（38歳）  |                                             |
| ヤン・ヒルト                         | チェコ       | 1991年1月21日（34歳）  |                                             |
| ヒューゴ・ホール                     | カナダ       | 1990年9月27日（34歳）  |                                             |
| ゴルカ・イサギレ                     | スペイン     | 1987年10月7日（37歳）  | バーレーン・メリダ プロ・サイクリングチーム |
| ヨン・イサギレ                       | スペイン     | 1989年2月4日（36歳）   | バーレーン・メリダ プロ・サイクリングチーム |
| メルハウィ・クドゥス・ゲブレメドヒン | エリトリア   | 1994年1月23日（31歳）  | チーム・ディメンションデータ                |
| ミゲル・アンヘル・ロペス             | コロンビア   | 1994年2月4日（31歳）   |                                             |
| アレクセイ・ルツェンコ               | カザフスタン | 1992年9月7日（32歳）   |                                             |
| ユーリ・ナタロフ                     | カザフスタン | 1996年12月28日（28歳） | Astana City                                 |
| ルイスレオン・サンチェス             | スペイン     | 1983年11月24日（41歳） |                                             |
| ニキータ・スタルノフ                 | カザフスタン | 1991年9月14日（33歳）  |                                             |
| ダヴィデ・ヴィッレッラ               | イタリア     | 1991年6月27日（33歳）  |                                             |
| アルチョム・ザハロフ                 | カザフスタン | 1991年10月27日（33歳） |                                             |
| アンドレイ・ゼイツ                   | カザフスタン | 1986年12月14日（38歳） |                                             |

| 2018年陣容                     | 2018年陣容   | 2018年陣容             | 2018年陣容                      |
| 選手名                         | 国籍         | 生年月日               | 前年所属チーム                  |
| ------------------------------ | ------------ | ---------------------- | ------------------------------- |
| ペッロ・ビルバオ               | スペイン     | 1990年2月25日（35歳）  |                                 |
| ジャンドス・ビジギトフ         | カザフスタン | 1991年6月10日（33歳）  |                                 |
| ダリオ・カタルド               | イタリア     | 1985年3月17日（39歳）  |                                 |
| セルゲイ・チェルネツキ         | ロシア       | 1990年4月9日（34歳）   |                                 |
| マグナス・コルト・ニールセン   | デンマーク   | 1993年1月16日（32歳）  | オリカ・スコット                |
| ローレンス・デヴリース         | ベルギー     | 1988年9月29日（36歳）  |                                 |
| ダニイル・フォミニフ           | カザフスタン | 1991年8月28日（33歳）  |                                 |
| オマール・フライレ             | スペイン     | 1990年7月17日（34歳）  | チーム・ディメンションデータ    |
| ヤコブ・フグルサング           | デンマーク   | 1985年3月22日（39歳）  |                                 |
| オスカル・ガット               | イタリア     | 1985年1月1日（40歳）   |                                 |
| エフゲニー・ギディッチ         | カザフスタン | 1996年5月19日（28歳）  | ヴィノ・アスタナモータース      |
| アンドリー・グリフコ           | ウクライナ   | 1983年8月7日（41歳）   |                                 |
| ディミトリ・グルージェフ       | カザフスタン | 1986年3月13日（38歳）  |                                 |
| ヤスパー・ハンセン             | デンマーク   | 1990年10月23日（34歳） |                                 |
| ヤン・ヒルト                   | チェコ       | 1991年1月21日（34歳）  | CCCスプランディ・ポルコヴィチェ |
| ヒューゴ・ホール               | カナダ       | 1990年9月27日（34歳）  | AG2R・ラ・モンディアル          |
| タネル・カンゲルト             | エストニア   | 1987年3月11日（38歳）  |                                 |
| トルルス・コルシャイス         | ノルウェー   | 1993年9月16日（31歳）  |                                 |
| バクティヤール・コジャタイェフ | カザフスタン | 1992年3月28日（32歳）  |                                 |
| ミゲル・アンヘル・ロペス       | コロンビア   | 1994年2月4日（31歳）   |                                 |
| アレクセイ・ルツェンコ         | カザフスタン | 1992年9月7日（32歳）   |                                 |
| リカルド・ミナーリ             | イタリア     | 1995年4月19日（29歳）  |                                 |
| モレーノ・モゼール             | イタリア     | 1990年12月25日（34歳） |                                 |
| ルイスレオン・サンチェス       | スペイン     | 1983年11月24日（41歳） |                                 |
| ニキータ・スタルノフ           | カザフスタン | 1991年9月14日（33歳）  |                                 |
| ルスラン・トレウバエフ         | カザフスタン | 1987年7月3日（37歳）   |                                 |
| ミカエル・ヴァルグレン         | デンマーク   | 1992年2月7日（33歳）   |                                 |
| ダヴィデ・ヴィッレッラ         | イタリア     | 1991年6月27日（33歳）  | キャノンデール・ドラパック      |
| アルチョム・ザハロフ           | カザフスタン | 1991年10月27日（33歳） |                                 |
| アンドレイ・ゼイツ             | カザフスタン | 1986年12月14日（38歳） |                                 |

| 2017年陣容                     | 2017年陣容   | 2017年陣容             | 2017年陣容                                        | 2017年陣容                   |
| 選手名                         | 国籍         | 生年月日               | 前年所属チーム                                    | 翌年所属チーム               |
| ------------------------------ | ------------ | ---------------------- | ------------------------------------------------- | ---------------------------- |
| ファビオ・アル                 | イタリア     | 1990年7月3日（34歳）   |                                                   | UAE・チームエミレーツ        |
| ペッロ・ビルバオ               | スペイン     | 1990年2月25日（35歳）  | カハルラル・セグロスRGA                           |                              |
| ジャンドス・ビジギトフ         | カザフスタン | 1991年6月10日（33歳）  | ヴィノフォーエバー・SKO                           |                              |
| マティ・ブレシェル             | デンマーク   | 1984年8月31日（40歳）  | キャノンデール・ドラパック プロサイクリングチーム | EFエデュケーションファースト |
| ダリオ・カタルド               | イタリア     | 1985年3月17日（39歳）  |                                                   |                              |
| セルゲイ・チェルネツキ         | ロシア       | 1990年4月9日（34歳）   | チーム・カチューシャ                              |                              |
| ローレンス・デヴリース         | ベルギー     | 1988年9月29日（36歳）  |                                                   |                              |
| ダニイル・フォミニフ           | カザフスタン | 1991年8月28日（33歳）  |                                                   |                              |
| ヤコブ・フグルサング           | デンマーク   | 1985年3月22日（39歳）  |                                                   |                              |
| オスカル・ガット               | イタリア     | 1985年1月1日（40歳）   | ティンコフ                                        |                              |
| アンドリー・グリフコ           | ウクライナ   | 1983年8月7日（41歳）   |                                                   |                              |
| ディミトリ・グルージェフ       | カザフスタン | 1986年3月13日（38歳）  |                                                   |                              |
| ヤスパー・ハンセン             | デンマーク   | 1990年10月23日（34歳） | ティンコフ                                        |                              |
| アルマン・カミシェフ           | カザフスタン | 1991年3月14日（33歳）  |                                                   | ヴィノ・アスタナモータース   |
| タネル・カンゲルト             | エストニア   | 1987年3月11日（38歳）  |                                                   |                              |
| トルルス・コルシャイス         | ノルウェー   | 1993年9月16日（31歳）  |                                                   |                              |
| バクティヤール・コジャタイェフ | カザフスタン | 1992年3月28日（32歳）  |                                                   |                              |
| ミゲル・アンヘル・ロペス       | コロンビア   | 1994年2月4日（31歳）   |                                                   |                              |
| アレクセイ・ルツェンコ         | カザフスタン | 1992年9月7日（32歳）   |                                                   |                              |
| リカルド・ミナーリ             | イタリア     | 1995年4月19日（29歳）  | 前所属チームなし                                  |                              |
| モレーノ・モゼール             | イタリア     | 1990年12月25日（34歳） | キャノンデール・ドラパック プロサイクリングチーム |                              |
| ルイスレオン・サンチェス       | スペイン     | 1983年11月24日（41歳） |                                                   |                              |
| ミケーレ・スカルポーニ         | イタリア     | 1979年9月25日（45歳）  |                                                   | 4月22日 死去                 |
| ニキータ・スタルノフ           | カザフスタン | 1991年9月14日（33歳）  | アスタナシティ                                    |                              |
| パオロ・ティラロンゴ           | イタリア     | 1977年7月8日（47歳）   |                                                   | 引退                         |
| ルスラン・トレウバエフ         | カザフスタン | 1987年7月3日（37歳）   |                                                   |                              |
| ミカエル・ヴァルグレン         | デンマーク   | 1992年2月7日（33歳）   | ティンコフ                                        |                              |
| アルチョム・ザハロフ           | カザフスタン | 1991年10月27日（33歳） |                                                   |                              |
| アンドレイ・ゼイツ             | カザフスタン | 1986年12月14日（38歳） |                                                   |                              |

| 2014年陣容                     | 2014年陣容     | 2014年陣容     | 2014年陣容                 |
| 選手名                         | 国籍           | 生年月日       | 前年所属チーム             |
| ------------------------------ | -------------- | -------------- | -------------------------- |
| ヴァレリオ・アニョーリ         | イタリア       | 1985年1月6日   | アスタナ                   |
| ファビオ・アル                 | イタリア       | 1990年7月3日   | アスタナ                   |
| ボルト・ボジッチ               | スロベニア     | 1980年8月8日   | アスタナ                   |
| ヤネス・ブライコヴィッチ       | スロベニア     | 1983年12月18日 | アスタナ                   |
| アレクサンドル・ディアチェンコ | カザフスタン   | 1983年10月17日 | アスタナ                   |
| ダニイル・フォミニフ           | カザフスタン   | 1991年8月28日  | アスタナ・コンチネンタル   |
| ヤコブ・フグルサング           | デンマーク     | 1985年3月22日  | アスタナ                   |
| エンリコ・ガスパロット         | イタリア       | 1982年3月22日  | アスタナ                   |
| フランチェスコ・ガヴァッツィ   | イタリア       | 1984年8月1日   | アスタナ                   |
| ドミトリー・グルズデフ         | カザフスタン   | 1986年3月13日  |                            |
| アンドレア・グアルディーニ     | イタリア       | 1989年6月12日  |                            |
| ヤコポ・グアルニエリ           | イタリア       | 1987年8月14日  | リクイガス・キャノンデール |
| アンドリー・グリフコ           | ウクライナ     | 1983年8月7日   | アスタナ                   |
| イーヴァン・ハフマン           | アメリカ合衆国 | 1990年1月7日   |                            |
| マキシム・イグリンスキー       | カザフスタン   | 1981年4月18日  |                            |
| ヴァレンティン・イグリンスキー | カザフスタン   | 1984年5月12日  |                            |
| タネル・カンゲルト             | エストニア     | 1987年3月11日  |                            |
| アンドレイ・カシェチキン       | カザフスタン   | 1980年3月21日  |                            |
| フレドリック・ケシアコフ       | スウェーデン   | 1980年5月17日  |                            |
| ミケル・ランダ                 | スペイン       | 1989年12月13日 |                            |
| アレクセイ・ルツェンコ         | カザフスタン   | 1992年9月7日   |                            |
| ドミトリー・ムラヴィエフ       | カザフスタン   | 1979年11月2日  |                            |
| ヴィンチェンツォ・ニバリ       | イタリア       | 1984年11月14日 |                            |
| ミケーレ・スカルポーニ         | ロシア         | 1979年9月25日  |                            |
| パオロ・ティラロンゴ           | イタリア       | 1977年7月8日   |                            |
| ルスラン・トレウバエフ         | カザフスタン   | 1987年7月3日   |                            |
| アレッサンドロ・ヴァノッティ   | イタリア       | 1980年9月16日  |                            |
| リーウ・ウェストラ             | オランダ       | 1982年9月11日  |                            |
| アンドレイ・ゼイツ             | カザフスタン   | 1986年12月14日 |                            |

| 2012年陣容                     | 2012年陣容   | 2012年陣容     | 2012年陣容                 |
| 選手名                         | 国籍         | 生年月日       | 前年所属チーム             |
| ------------------------------ | ------------ | -------------- | -------------------------- |
| アッサン・バザイエフ           | カザフスタン | 1981年2月22日  |                            |
| ボルト・ボジッチ               | スロベニア   | 1980年8月8日   | ヴァカンソレイユ・DCM      |
| ヤネス・ブライコヴィッチ       | スロベニア   | 1983年12月18日 | チーム・レディオシャック   |
| アレクサンドル・ディアチェンコ | カザフスタン | 1983年10月17日 |                            |
| ドミトリー・フォフォノフ       | カザフスタン | 1976年8月15日  |                            |
| エンリコ・ガスパロット         | イタリア     | 1982年3月22日  |                            |
| フランチェスコ・ガヴァッツィ   | イタリア     | 1984年8月1日   | ランプレ・ISD              |
| アンドリー・グリフコ           | ウクライナ   | 1983年8月7日   |                            |
| ジャコポ・グアルニエリ         | イタリア     | 1987年8月14日  | リクイガス・キャノンデール |
| ドミトリー・グルズデフ         | カザフスタン | 1986年3月13日  | トレーニーより昇格         |
| ヴァレンティン・イグリンスキー | カザフスタン | 1984年5月12日  |                            |
| マキシム・イグリンスキー       | カザフスタン | 1981年4月18日  |                            |
| タネル・カンゲルト             | エストニア   | 1987年3月11日  |                            |
| アンドレイ・カシェチキン       | カザフスタン | 1980年3月21日  |                            |
| フレドリック・ケシアコフ       | スウェーデン | 1980年5月17日  |                            |
| ロベルト・キセルロヴスキ       | クロアチア   | 1986年8月9日   |                            |
| ロマン・クロイツィガー         | チェコ       | 1986年5月6日   |                            |
| フランチェスコ・マシャレッリ   | イタリア     | 1986年5月5日   |                            |
| エヴゲニー・ネポムニャチュシー | カザフスタン | 1987年3月12日  |                            |
| エヴゲニー・ペトロフ           | ロシア       | 1978年5月25日  |                            |
| セルゲイ・レネフ               | カザフスタン | 1985年2月3日   |                            |
| ケヴィン・セールドラーイエルス | ベルギー     | 1986年9月12日  | クイックステップ           |
| エゴル・シリン                 | ロシア       | 1988年6月25日  | チーム・カチューシャ       |
| パオロ・ティラロンゴ           | イタリア     | 1977年7月8日   |                            |
| アレクサンドル・ヴィノクロフ   | カザフスタン | 1973年9月16日  |                            |
| アンドレイ・ゼイツ             | カザフスタン | 1986年12月14日 |                            |

| 2011年陣容                     | 2011年陣容     | 2011年陣容     | 2011年陣容                        |
| 選手名                         | 国籍           | 生年月日       | 前年所属チーム                    |
| ------------------------------ | -------------- | -------------- | --------------------------------- |
| アッサン・バザイエフ           | カザフスタン   | 1981年2月22日  |                                   |
| サイモン・クラーク             | オーストラリア | 1986年7月18日  | ISD - ネーリ                      |
| アラン・デーヴィス             | オーストラリア | 1980年7月27日  |                                   |
| レミ・ディ・グレゴリオ         | フランス       | 1985年7月31日  | フランセーズ・デ・ジュー          |
| アレクサンドル・ディアチェンコ | カザフスタン   | 1983年10月17日 |                                   |
| ドミトリー・フォフォノフ       | カザフスタン   | 1976年8月15日  |                                   |
| エンリコ・ガスパロット         | イタリア       | 1982年3月22日  |                                   |
| マキシム・グーロフ             | カザフスタン   | 1979年1月30日  |                                   |
| アンドリー・グリフコ           | ウクライナ     | 1983年8月7日   |                                   |
| ヴァレンティン・イグリンスキー | カザフスタン   | 1984年5月12日  |                                   |
| マキシム・イグリンスキー       | カザフスタン   | 1981年4月18日  |                                   |
| ホセプ・フフレ                 | スペイン       | 1975年8月5日   |                                   |
| タネル・カンゲルト             | エストニア     | 1987年3月11日  | Ag2r・ラ・モンディアル            |
| アンドレイ・カシェチキン       | カザフスタン   | 1980年3月21日  | ランプレ-ISD                      |
| フレドリック・ケシアコフ       | スウェーデン   | 1980年5月17日  | ガーミン・トランジションズ        |
| ロベルト・キセルロヴスキ       | クロアチア     | 1986年8月9日   | リクイガス・ドイモ                |
| ロマン・クロイツィガー         | チェコ         | 1986年5月6日   | リクイガス・ドイモ                |
| ミルコ・ロレンツェット         | イタリア       | 1981年7月19日  | ランプレ・ファルネーゼ - ヴィーニ |
| フランチェスコ・マシャレッリ   | イタリア       | 1986年5月5日   | アクア & サポーネ                 |
| エヴゲニー・ネポムニャチュシー | カザフスタン   | 1987年3月12日  |                                   |
| エヴゲニー・ペトロフ           | ロシア         | 1978年5月25日  | チーム・カチューシャ              |
| セルゲイ・レネフ               | カザフスタン   | 1985年2月3日   |                                   |
| ゴラズド・シュタンゲリ         | スロベニア     | 1973年1月27日  |                                   |
| パオロ・ティラロンゴ           | イタリア       | 1977年7月8日   |                                   |
| トマス・ヴァイトクス           | リトアニア     | 1982年2月4日   | チーム・レディオシャック          |
| アレクサンドル・ヴィノクロフ   | カザフスタン   | 1973年9月16日  |                                   |
| アンドレイ・ザイツ             | カザフスタン   | 1986年12月14日 |                                   |